# Depois da Chuva
Depois da Chuva é um filme brasileiro de drama de 2013. O roteiro é de Cláudio Marques e Marília Hughes.
O filme tem inspiração na vida de Cláudio Marques, que conversava muito com Marília sobre o final da ditadura militar e as Diretas Já.
A história, passada no período 1984/1985 em Salvador, tem o jovem Caio como personagem central, um menino de 16 anos que questiona as autoridades e é um líder na escola. Irreverente e rebelde, ele frequenta um casarão com intelectuais anarquistas bem mais velhos.

## Sinopse
Salvador, Bahia, 1984. Após vinte anos de ditadura, a população vai às ruas exigir a volta das eleições diretas para Presidente da República. Esse será um ano de transformação para o jovem Caio (Pedro Maia)

## Elenco
- Aícha Marques.... Sônia
- Mateus Dantas.... Mateus
- Paula Carneiro Dias.... Sara
- Pedro Maia.... Caio
- Ricardo Burgos.... Paulo
- Sophia Corral.... Fernanda
- Talis Castro.... Tales
- Victor Corujeira.... Ribamar
- Zeca Abreu.... Professora Cristina

## Prêmios
Festival de Brasília do Cinema Brasileiro
- Melhor Ator - Pedro Maia
- Melhor Roteiro
- Melhor Trilha Sonora